# Trigona fuscipennis
Trigona fuscipennis é uma espécie de abelha sem ferrão que se origina no México, mas também é encontrada na América Central e na América do Sul. Eles são um grupo avançado de abelhas eusociais e desempenham um papel fundamental como polinizadores em florestas úmidas.

## Outros nomes e etimologia
A espécie tem muitos nomes comuns, incluindo "mapaitero", "sanharó", "abelha-brava", "xnuk", "k'uris-kab", "enreda", "corta-cabelo", "currunchos", "zagaño", and "enredapelos".

## Taxonomia e Filogenia
Trigona fuscipennis está sob a ordem de Hymenoptera, junto com formigas, abelhas e vespas. Também faz parte da família Apidae que abrange Mamangaba, euglossines, abelhas-européias, e abelhas sem ferrão, e pertence no gênero  Trigona , que é específico para abelhas sem ferrão. O gênero Trigona é o maior e mais diversificado grupo de abelhas sociais do mundo; abrange 32 espécies nominais e cerca de 28 espécies não descritas. Abelhas dentro deste gênero são notáveis por seus estilos de comunicação complexos e arquitetura de ninho diversificada.

## Identificação
Trigona fuscipennis was operárias são completamente negras com uma estreita faixa vermelha logo antes do ápice da mandíbula (mandíbula de inseto). Eles têm um metassomas curto e largo e um comprimento de corpo de cerca de 5 mm. As antenas não possuem as cerdas pretas eretas encontradas em outras espécies de abelhas. Eles são facilmente confundidos com  T. corvina  embora sejam menores, tenham cor mandibular ligeiramente diferente e não possuam cerdas pretas eretas. A rainha  Trigona  é marrom escuro.

## Distribuição e Habitat
Trigona fuscipennis são encontrados principalmente em ambientes tropicais. Eles são nativos do México mas também são encontrados na América Central e América do Sul. são encontrados principalmente em ambientes tropicais. Eles são nativos do México mas também são encontrados na América Central e América do Sul Especificamente, eles estão distribuídos na Região Neoarctico que inclui México (Campeche, Chiapas, Oaxaca, Puebla, Quintana Roo, Tabasco, Veracruz-Llave, Yucatán) e a Região Neotropical que inclui Belize, Colômbia (Antioquia, Bolívar, Cundinamarca, Magdalena, Valle del Cauca), Costa Rica (Alajuela, Guanacaste, Limón, Puntarenas, San José), Equador (Esmeraldas, Guayas), El Salvador (Sonsonate), Guatemala (Alta Verapaz, Chiquimula, Escuintla, Guatemala, Izabal, Suchitepéquez, Zacapa), Honduras, Atlántida, Colón, Francisco Morazán, Nicarágua (Chinandega, Chontales), Panamá, Chiriquí, Coclé, Colón, Herrera, Los Santos, Panamá, Veraguas) e da Zona do Canal do Panamá, também no Brasil. Eles também têm uma gama de distribuições de altitude. Em Guanacaste, Costa Rica, "Trigona fuscipennis" foi encontrada em altitudes mais baixas entre 200 e 500 m.

### Arquitetura do ninho
Trigona fuscipennis quase sempre constroem ninhos em cavidades ou cavidades feitas por pássaros em ninhos de cupins. A entrada é em funil ou em forma de orelha, com até 13 cm de largura e se  projeta somente cerca de 3 cm da superfície do ninho. A estrutura interna de seus ninhos é sustentada por pilares e vigas, feitas do cerumém, que atravessam todo ninho. Os ninhos também têm aglomerados globulares de células de cera semelhantes a vasos. Em geral, os ninhos são construídos com cera. misturado com resina s, lama, fezes ou outros materiais, também conhecido como betume. Os ninhos do gênero "Trigona" são construídos em cavidades que podem sustentar essas placas criadas pelas abelhas para envolver e proteger as colônias. As abelhas  Trigona fuscipennis  utilizam cavidades em ninhos de cupins aéreos especificamente, quando as térmitas tenham desaparecido completamente e tenham seus ninhos ligados as lianas. Eles tentam construir ninhos em árvores com um mínimo de 35 cm de diâmetro de troncos de árvores para seus ninhos. Mas eles também podem compartilhar uma espécie de árvore com outras espécies de abelhas.

## Ciclo da colônia
Os feromônios e rastros de odor são usados para encontrar novos locais de nidificação e estabelecer espaçamento uniforme de colônias dentro das espécies e com outras espécies, como T. silvestriana e T. fulviventris (interespecífica espaçamento entre colônias). Foi hipotetizado que os potenciais locais de nidificação são marcados com um feromônio e o odor atrai outras '  operárias de T. fuscipennis . Se as operárias de mais de uma colônia são atraídas, elas lutam agressivamente pelo local. Mas se as colônias rivais tiverem um número igual de operárias da colônia presente, ocorrerá um impasse e nenhuma das colônias ocupará o local. Uma vez que o novo local de nidificação foi encontrado e combatido, as operárias então o preparam para ocupação. As abelhas enxameiam para construir um novo ninho durante um período de dias a semanas. Eles transportam materiais e recursos, como cera, néctar e pólen do antigo ninho para o novo ninho. Construir a entrada do ninho e revestir as paredes da cavidade são as primeiras tarefas das abelhas operárias. Quando estiver pronto, a nova rainha, juntamente com uma corte de operárias, sairá da colônia mãe para ocupar o novo ninho. Após o estabelecimento da nova colônia, a conexão com o antigo ninho ainda continua por algum tempo.
Há cerca de 3.500 a 4.000 operárias em uma colônia.

### Divisão do trabalho
Fêmeas Trigona são divididas em castas compostas de rainhas e operárias. Sua divisão do trabalho é semelhante à das abelhas-européias. As diferentes tarefas para os trabalhadores dependem das tarefas para determinadas idades. A ordem das atividades que os trabalhadores executam pode ser dividida em estágios: (1) auto-limpeza durante as primeiras horas após a emergência das pupas, (2) incubação e reparos na câmara de cria, (3) construção e fornecimento de células, limpeza de ninho, e alimentação de adultos jovens e da rainha, (4) limpeza do ninho, reconstrução do invólucro, manutenção do néctar e proteção do ninho e (5) coleta de pólen, néctar e própolis.

## Dieta
Trigona fuscipennis são abelhas poliléticas, o que significa que visitam várias plantas com flores diferentes. No entanto, eles também coletam outros recursos, como exsudatos de membracídeos ou carne de animais mortos. Eles são especialistas em alta densidade e, assim, se alimentam em grupos e visitam apenas os grupos de flores mais densos. No Brasil, "Trigona fuscipennis" freqüentemente visita e poliniza a castanheira (Bertholletia excelsa), enquanto na Costa Rica, eles obtêm néctar do arbusto Cassia biflora que é encontrado em grande parte da América Central e é a flor mais comum durante a estação seca da área de Guanacaste, na Costa Rica.

## Comportamento

### Acasalamento
A rainha é a mãe e a única abelha na colméia que se reproduz. Os machos só são produzidos quando novas rainhas são produzidas. Machos e novas rainhas deixam o ninho para encontrar parceiros e então os machos morrem e as rainhas acasaladas começam sua própria colmeia. As rainhas virgens acompanham enxames de operárias a novos locais de nidificação e os machos esperam em antecipação, sentindo os odores, a rainha se dispersa por todo o ninho. A nova rainha voa para o acasalamento e é perseguida por centenas de machos. A rainha se coloca em risco durante esses acasalamentos, pois a expõe à predação e muitos são mortos.

### Comportamento de forrageamento
Para encontrar uma fonte de alimento, as abelhas Trigona fuscipennis muitas vezes dependem de odores alimentares. Uma vez encontrado um odor preferido, eles retornaram às flores com o mesmo cheiro, e novos indivíduos recrutados também visitam o mesmo perfume floral que a primeira abelha forrageadora.. Elas usam feromônios nas trilhas de odor para comunicar a localização da fonte de alimento. Algumas abelhas usam o realce local ou a inibição local para encontrar fontes de alimento. O realce local é usado para descrever a atração de animais para uma fonte de alimento devido à presença de outros indivíduos alimentadores ou a odores deixados por indivíduos anteriormente no local. A inibição local é o oposto - os animais são dissuadidos de uma fonte de alimento por causa da presença de outros indivíduos ou de odores que deixaram para trás. As abelhas Trigona fuscipennis não apresentam realce local ou inibição local. Eles visitam várias flores, independentemente de terem sido visitadas ou não por outros indivíduos.

#### Roubo Parasita de Néctar
Encontrou-se que as abelhas Trigona fuscipennis se envolviam em roubos de néctar ou agiam como ladrões de pólen perfurando a flor para coletar néctar e pólen sem polinizá-la.

#### Comportamento de coleta de pólen
Apesar de Trigona fuscipennis coletar o pólen de uma variedade de plantas, tornando-as uma espécie de abelha polilética, em algumas plantas elas coletam pólen de uma maneira especial usando um método de morder. Para extrair o pólen, eles usam suas mandíbulas para fazer pequenos buracos na base das anteras tubulares da flor ou perto dela. Coleta de pólen é conseguida através destes com o uso da probóscide. O pólen é então movido para o esterno torácico com a ajuda de suas pernas anteriores e a abelha voa para longe, uma vez que não cabe mais o pólen em seu esterno torácico. Ao pairar no meio do voo, não muito longe da flor, a abelha transfere o pólen para sua cesta de pólen(corbículas) usando as patas dianteiras para mover o pólen de seu esterno torácico para as pernas do meio, que então o move para as corbículas em suas patas traseiras, que são movidas levemente para frente para facilitar o processo de transferência de pólen. Quando existe pólen suficiente nas patas traseiras, a abelha retorna a colmeia.

### Produção de mel
O mel da espécie Trigona fuscipennis  é azedo e aguado. Para proteger o mel da contaminação bacteriana, as abelhas  Trigona fuscipennis  usam a enzima glucose oxidase , armazenados em suas glândulas hipofaringeanas. A oxidase da glicose trabalha para proteger das bactérias, causando um acúmulo de peróxido de hidrogênio no mel enquanto amadurece.

## Mecanismos de Defesa

### Defesa  do ninho e predadores
A fim de evitar que pequenos insetos, parasitas e formigas entrem no ninho, os trabalhadores de T. fuscipennis usam resina como repelente. As operárias coletam resina que uma abelha fêmea deposita em células de ninhos terminais para colocar em tubos externos de entrada do ninho.
Com relação à defesa ativa, a atração, o pouso, o zumbido e os voos angulares são comportamentos típicos de alarme. Morder também é uma forma proeminente de defesa entre  T. fuscipennis e eles fazem uso de suas mandíbulas de 5 dentes fortes e afiados. Foi descoberto que as abelhas Trigona fuscipennis se envolvem em mordidas suicidas para defender o ninho e contra os predadores. Os seres humanos que estão nas vizinhanças dos ninhos são quase sempre atacados e experimentam mordidas dolorosas. . As abelhas também rastejam sobre o intruso nos ouvidos, olhos, boca e outras cavidades. . As operárias Trigona dão uma mordida dolorosa e persistente, são difíceis de remover e geralmente morrem durante o ataque. Eles também têm longas durações dos ataques, com um registro de 51 minutos e 45 segundos. As abelhas Trigona também têm as mordidas mais doloridas quando comparadas com Partamona helleri, Scaptotrigona depilis, Tetragona clavipes, Tetragonisca angustula, Frieseomelitta varia, Melipona scutellaris, Melipona quadrifasciata e Melipona rufiventris.

## Interações com outras espécies

### Competição
"Trigona fuscipennis" são abelhas muito agressivas. Elas são conhecidos por serem agressivos e atacam outras abelhas competitivas para afastá-los. Com relação à castanheira-do-pará, foi descoberto que  Trigona fuscipennis  expulsava polinizadores naturais como  Mangangaba  e  Xylocopa  quando tentavam penetrar na flor. Eles impedem e afastam outras abelhas mordendo a base de suas antenas, pernas e asas. Às vezes a presença de abelhas mortas Trigona nas flores é suficiente para afastar outras abelhas. Elas também freqüentemente deslocam "T. fuscipennis" de fontes naturais do alimento.  Defendem seus caminhos de forrageamento contra outras abelhas usando suas mandíbulas para assediar, morder e matar concorrentes.

### Coexistêcia
Trigona fuscipennis são especialistas em alta densidade. Isso permite que eles coexistam com outras abelhas sem ferrão usando “especialização de densidade”. Os recursos-alvo são diferentes entre as espécies, com um forrageio em um aglomerado de flores de alta densidade e o outro forrageando em aglomerados de flores de baixa densidade. Uma espécie com a qual eles coexistem é Trigona  fulviventris que são especialistas em baixa densidade. T. fuscipennis e T. fulviventris forrageiam no pólen de  Cassia biflora . As T. fuscipennis tentam ativamente visitar as plantas dentro de uma moita com mais flores e as que estão perto de seus ninhos. Enquanto as  T.  fulviventris visitam plantas isoladas com significativamente menos flores e grupos mais distantes de ninhos e vizinhos. Embora "Trigona fulviventris" tenha uma tendência a se alimentar de arbustos de baixa densidade, as abelhas da espécie "Trigona fuscipennis" também afastam T.  fulviventris das flores densamente aglomeradas se chegarem muito perto. Mas há relativamente pouca sobreposição, uma vez que os recursos-alvo são diferentes para ambas as espécies. Existe uma competição interespecífica entre as duas espécies em particular.

### Predadores e parasitas
A espécie tem muitos predadores sendo os principais pássaros, humanos, Mustelídeos, [[urso|ursos, tamaduás (Tamandua, Myrmecophaga), tatus e gambás. Eles também devem lidar com os infiltrados e parasitas do ninho também. Nos ninhos Trigona fuscipennis, constatou-se que os ácaros parasitas infestam suas larvas. Também foi descoberto que algumas espécies se adaptaram para imitar os ninhos da "Trigona fuscipennis". para capitalizar a agressão conhecida da espécie. Trigona necrophaga, em particular, imita a estrutura do ninho de T. fuscipennis por ter uma entrada de ninho grandemente escavada semelhante. No entanto,  Trigona necrophaga não são agressivos.

### Importância Humana
Assim como outras abelhas polinizadoras, Trigona fuscipennis tem um papel fundamental em garantir que as flores sejam polinizadas e se desenvolvam. Como uma espécie de abelha tropical, eles são polinizadores chave em florestas úmidas. Eles também são importantes polinizadores para plantas silvestres e culturas agrícolas nos trópicos, bem como para macadâmia, coco, manga e chuchu. Na sociedade dos índios Kayapoó na Amazônia brasileira, algumas abelhas, incluindo Trigona fuscipennis, estão associadas ao sucesso das lavouras e, portanto, são encorajadas a se aninhar perto de campos de aldeias. Para incentivar o estabelecimento de ninhos de abelhas, eles criam um ambiente adequado escavando grandes buracos cobertos por troncos secos. As Trigona fuscipennis são atraídas para esses troncos e constroem seus ninhos no buraco.